# Pentatominae
Die Pentatominae sind eine Unterfamilie der Baumwanzen (Pentatomidae) aus der Teilordnung Pentatomomorpha.

## Merkmale
Das Schildchen (Scutellum) der Pentatominae reicht meist nur bis zur Hälfte des Hinterleibes oder überschreitet diese nur geringfügig. Das Schildchen reicht jedoch nie bis an das Ende des Hinterleibs. Deshalb ist die Membran immer sichtbar. Im Gegensatz zu den zoophagen Asopinae besitzen die überwiegend phytophagen Pentatominae einen weniger kräftigen Rüssel (Rostrum).

## Lebensweise
Die Vertreter der Pentatominae ernähren sich fast ausschließlich phytophag. Verschiedene Arten der Pentatominae verursachen Fraßschäden an Kulturpflanzen und gelten deshalb als Agrarschädlinge. Die Unterfamilie ist weltweit vertreten.

## Taxonomie und Systematik
Die Pentatominae bilden mit mehr als 3300 Arten, etwa 620 Gattungen und 42 Tribus die größte Unterfamilie der Pentatomidae. In Europa ist die Unterfamilie mit 132 Arten aus 37 Gattungen und 12 Tribus vertreten. In den Vereinigten Staaten kommen mehr als 160 Arten aus etwa 40 Gattungen und 14 Tribus vor. In Australien sind die Pentatominae mit 321 Arten in 113 Gattungen (davon 303 Arten und 83 Gattungen endemisch) vertreten.
Die Pentatominae umfassen folgende Tribus:
- Aeliini Douglas & Scott, 1865
- Aeptini Stål, 1871
- Aeschrocorini Distant, 1902
- Agaeini Cachan, 1952
- Agonoscelidini Atkinson, 1888
- Amyntorini Distant, 1902
- Antestiini Distant, 1902
- Aulacetrini Mulsant & Rey, 1866
- Axiagastini Atkinson, 1888
- Bathycoeliini Atkinson, 1888
- Cappaeini Atkinson, 1888
- Carpocorini Mulsant & Rey, 1866
- Catacanthini Atkinson, 1888
- Caystrini Ahmad & Afzal, 1979
- Chlorocorini
- Coquereliini Cachan, 1952
- Degonetini Azim & Shafee, 1984
- Diemeniini Kirkaldy, 1909
- Diplostirini Distant, 1902
- Diploxyini Atkinson, 1888
- Eurysaspidini Atkinson, 1888
- Eysarcorini Mulsant & Rey, 1866
- Halyini Amyot & Serville, 1843
- Hoplistoderini Atkinson, 1888
- Lestonocorini Ahmad & Mohammad, 1980
- Mecideini Distant, 1902
- Memmiini Cachan, 1952
- Menidini Atkinson, 1888
- Myrocheini Stål, 1871
- Nealeriini Cachan, 1952
- Nezarini Atkinson, 1888
- Opsitomini Cachan, 1952
- Pentatomini Leach, 1815
- Phricodini Cachan, 1952
- Piezodorini Atkinson, 1888
- Procleticini Pennington, 1920
- Rhynchocorini Stål, 1871
- Rolstoniellini Rider, 1997
- Sciocorini Amyot & Serville, 1843
- Sephelini Breddin, 1904
- Strachiini Mulsant & Rey, 1866
- Triplatyxini Cachan, 1952

Gattungen ohne Tribuszuordnung sind:
- Amphidexius Bergroth, 1918
- Bachesua Gross, 1975
- Brizocoris Gross, 1975
- Buthumka Gross, 1975
- Cooperocoris Gross, 1975
- Dictyotus Dallas, 1851
- Dysnoetus Bergroth, 1918
- Eremophilacoris Gross, 1975
- Gadarscama Reuter, 1887
- Ippatha Distant, 1910
- Kitsonia Gross, 1975
- Kitsoniocoris Rider, 1998
- Kumbutha Distant, 1910
- Lakhonia Yang, 1936
- Macrocarenoides Gross, 1975
- Macrocarenus Stål, 1873
- Muscanda Walker, 1868
- Ochisme Kirkaldy, 1904
- Ooldeon Gross, 1975
- Patanius Rolston, 1987
- Pentatomoides Jordan, 1967 †
- Pirricoris Gross, 1975
- Poecilotoma Dallas, 1851
- Riaziana Hasan, Afzal & Ahmad, 1989
- Senectius Rolston, 1987
- Tepa Rolston & McDonald, 1984
- Tepperocoris Gross, 1975
- Thryptomenecoris Gross, 1975
- Trachyops Dallas, 1851
- Turrubulana Distant, 1910
- Xiengia Distant, 1921
- Zouicoris Zheng, 1986

## Arten in Europa
In Europa kommen folgende Arten vor:
- Acrosternum arabicum Wagner, 1959
- Acrosternum heegeri Fieber, 1861
- Acrosternum malickyi Josifov & Heiss, 1989
- Acrosternum millierei (Mulsant & Rey, 1866)
- Acrosternum rubescens (Noualhier, 1893)
- Aelia acuminata (Linnaeus, 1758) – Getreidewanze oder Spitzling
- Aelia albovittata Fieber, 1868
- Aelia angusta Stehlik, 1976
- Aelia cognata Fieber, 1868
- Aelia cribrosa Fieber, 1868
- Aelia furcula Fieber, 1868
- Aelia germari Kuster, 1852
- Aelia klugii Hahn, 1833 – Gestreifter Spitzling
- Aelia notata Rey, 1887
- Aelia rostrata Boheman, 1852
- Aelia sibirica Reuter, 1884
- Aelia virgata (Herrich-Schäffer, 1841)
- Antheminia absinthii (Wagner, 1952)
- Antheminia aliena (Reuter, 1891)
- Antheminia lunulata (Goeze, 1778)
- Antheminia pusio (Kolenati, 1846)
- Antheminia varicornis (Jakovlev, 1874)
- Apodiphus amygdali (Germar, 1817)
- Bagrada abeillei Puton, 1881
- Bagrada confusa Horvath, 1936
- Bagrada elegans Puton, 1873
- Bagrada funerea Horvath, 1901
- Bagrada hilaris (Burmeister, 1835)
- Bagrada stolida (Herrich-Schäffer, 1839)
- Bagrada turcica Horvath, 1936
- Brachynema cinctum (Fabricius, 1775)
- Brachynema germarii (Kolenati, 1846)
- Brachynema purpureomarginatum (Rambur, 1839)
- Capnoda batesoni Jakovlev, 1889
- Carpocoris coreanus Distant, 1899
- Carpocoris fuscispinus (Boheman, 1850) – Nördliche Fruchtwanze
- Carpocoris melanocerus (Mulsant & Rey, 1852)
- Carpocoris pudicus (Poda, 1761)
- Carpocoris purpureipennis (De Geer, 1773) – Purpur-Fruchtwanze
- Chlorochroa juniperina (Linnaeus, 1758)
- Chlorochroa pinicola (Mulsant & Rey, 1852) – Föhrengast
- Chlorochroa reuteriana (Kirkaldy, 1909)
- Chroantha ornatula (Herrich-Schäffer, 1842)
- Codophila varia (Fabricius, 1787)
- Dolycoris baccarum (Linnaeus, 1758) – Beerenwanze
- Dolycoris numidicus Horvath, 1908
- Dryadocoris apicalis (Herrich-Schäffer, 1842)
- Dyroderes umbraculatus (Fabricius, 1775)
- Eurydema cyanea (Fieber, 1864)
- Eurydema dominulus (Scopoli, 1763) – Zierliche Gemüsewanze
- Eurydema eckerleini Josifov, 1961
- Eurydema fieberi Schummel, 1837
- Eurydema gebleri Kolenati, 1846
- Eurydema herbacea (Herrich-Schäffer, 1833)
- Eurydema lundbaldi Lindberg, 1960
- Eurydema maracandica Oshanin, 1871
- Eurydema nana Fuente, 1971
- Eurydema oleracea (Linnaeus, 1758) – Kohlwanze
- Eurydema ornata (Linnaeus, 1758) – Schwarzrückige Gemüsewanze oder Schmuckwanze
- Eurydema rotundicollis (Dohrn, 1860)
- Eurydema rugulosa (Dohrn, 1860)
- Eurydema sea Pericart & De la Rosa, 2004
- Eurydema spectabilis Horvath, 1882
- Eurydema ventralis Kolenati, 1846
- Eysarcoris aeneus (Scopoli, 1763) – Schwieliger Dickwanst
- Eysarcoris ventralis (Westwood, 1837)
- Eysarcoris venustissimus (Schrank, 1776) – Dunkler Dickwanst
- Halyomorpha halys (Stål, 1855) – Marmorierte Baumwanze
- Holcogaster fibulata (Germar, 1831)
- Holcostethus albipes (Fabricius, 1781)
- Holcostethus evae Ribes, 1988
- Holcostethus sphacelatus (Fabricius, 1794)
- Mecidea lindbergi Wagner, 1954
- Menaccarus arenicola (Scholz, 1847)
- Menaccarus deserticola Jakovlev, 1900
- Menaccarus dohrnianus (Mulsant & Rey, 1866)
- Menaccarus turolensis Fuente, 1971
- Mustha spinosula (Lefèbvre, 1831)
- Neostrachia bisignata (Walker, 1867)
- Neottiglossa bifida (A. Costa, 1847)
- Neottiglossa flavomarginata (Lucas, 1849)
- Neottiglossa leporina (Herrich-Schäffer, 1830)
- Neottiglossa lineolata (Mulsant & Rey, 1852)
- Neottiglossa pusilla (Gmelin, 1790)
- Nezara viridula (Linnaeus, 1758)
- Palomena formosa Vidal, 1940
- Palomena prasina (Linnaeus, 1761) – Grüne Stinkwanze
- Palomena viridissima (Poda, 1761)
- Pentatoma rufipes (Linnaeus, 1758) – Rotbeinige Baumwanze
- Peribalus congenitus Putshkov, 1965
- Peribalus inclusus (Dohrn, 1860)
- Peribalus strictus (Fabricius, 1803)
- Perillus bioculatus (Fabricius, 1775)
- Piezodorus lituratus (Fabricius, 1794) – Ginster-Baumwanze
- Piezodorus punctipes Puton, 1889
- Piezodorus teretipes (Stål, 1865)
- Rhaphigaster nebulosa (Poda, 1761) – Graue Gartenwanze
- Rubiconia intermedia (Wolff, 1811)
- Sciocoris angularis Puton, 1889
- Sciocoris angusticollis Puton, 1895
- Sciocoris canariensis Lindberg, 1953
- Sciocoris conspurcatus Klug, 1845
- Sciocoris convexiusculus Puton, 1874
- Sciocoris cursitans (Fabricius, 1794)
- Sciocoris deltocephalus Fieber, 1861
- Sciocoris distinctus Fieber, 1851
- Sciocoris galiberti Ribaut, 1926
- Sciocoris helferi Fieber, 1851
- Sciocoris hoberlandti Wagner, 1954
- Sciocoris homalonotus Fieber, 1851
- Sciocoris luteolus Fieber, 1861
- Sciocoris macrocephalus Fieber, 1851
- Sciocoris maculatus Fieber, 1851
- Sciocoris microphthalmus Flor, 1860
- Sciocoris modestus Horvath, 1903
- Sciocoris ochraceus Fieber, 1861
- Sciocoris orientalis Linnavuori, 1960
- Sciocoris pallens Klug, 1845
- Sciocoris pentheri Wagner, 1953
- Sciocoris pictus Wagner, 1959
- Sciocoris sideritidis Wollaston, 1858
- Sciocoris sulcatus Fieber, 1851
- Sciocoris umbrinus (Wolff, 1804)
- Stagonomus amoenus (Brullé, 1832)
- Stagonomus bipunctatus (Linnaeus, 1758)
- Stagonomus devius Seidenstucker, 1965
- Stagonomus grenieri (Signoret, 1865)
- Staria lunata (Hahn, 1835)
- Stenozygum coloratum (Klug, 1845)
- Trochiscocoris hemipterus (Jakovlev, 1879)
- Trochiscocoris rotundatus Horvath, 1895

## Weitere Arten
Eine Auswahl außereuropäischer Arten:
- Agonoscelis rutila (Fabricius, 1776)
- Banasa dimiata (Say, 1832)
- Banasa euchlora Stål, 1872
- Biprorulus bibax Breddin, 1900
- Brochymena quadripustulata (Fabricius, 1775)
- Catacanthus incarnatus (Drury, 1773)
- Chinavia hilaris (Say, 1831)
- Chlorochroa ligata (Say, 1832)
- Chlorochroa sayi Stål, 1872
- Cosmopepla lintneriana (Kirkaldy, 1909)
- Cuspicona simplex Walker, 1867
- Dictyotus caenosus (Westwood, 1837)
- Eudolycoris alluaudi (Noualhier, 1893)
- Euschistus quadrator Rolston, 1874
- Euschistus servus (Say, 1832)
- Euschistus tristigmus (Say, 1832)
- Glaucias amyoti (Dallas, 1851)
- Hypsithocus hudsonae Bergroth, 1927
- Mecidea pallidissima Jensen-Haarup, 1922
- Menecles insertus (Say, 1832)
- Monteithiella humeralis (Walker, 1868)
- Mormidea lugens (Fabricius, 1775)
- Murgantia histrionica (Hahn, 1834)
- Oebalus pugnax (Fabricius, 1775)
- Piezodorus guildinii (Westwood, 1837)
- Plautia affinis (Dallas, 1851)
- Proxys punctulatus (Palisot de Beauvois, 1818)
- Theseus modestus (Stål, 1865)
- Thyanta custator (Fabricius, 1803)
- Thyanta pallidovirens (Stål, 1859)